# Keleti mustárlepke
A keleti mustárlepke (Leptidea morsei) Kelet-Európában és a Távol-Keleten honos, a fehérlepkékhez tartozó lepkefaj.  

## Megjelenése

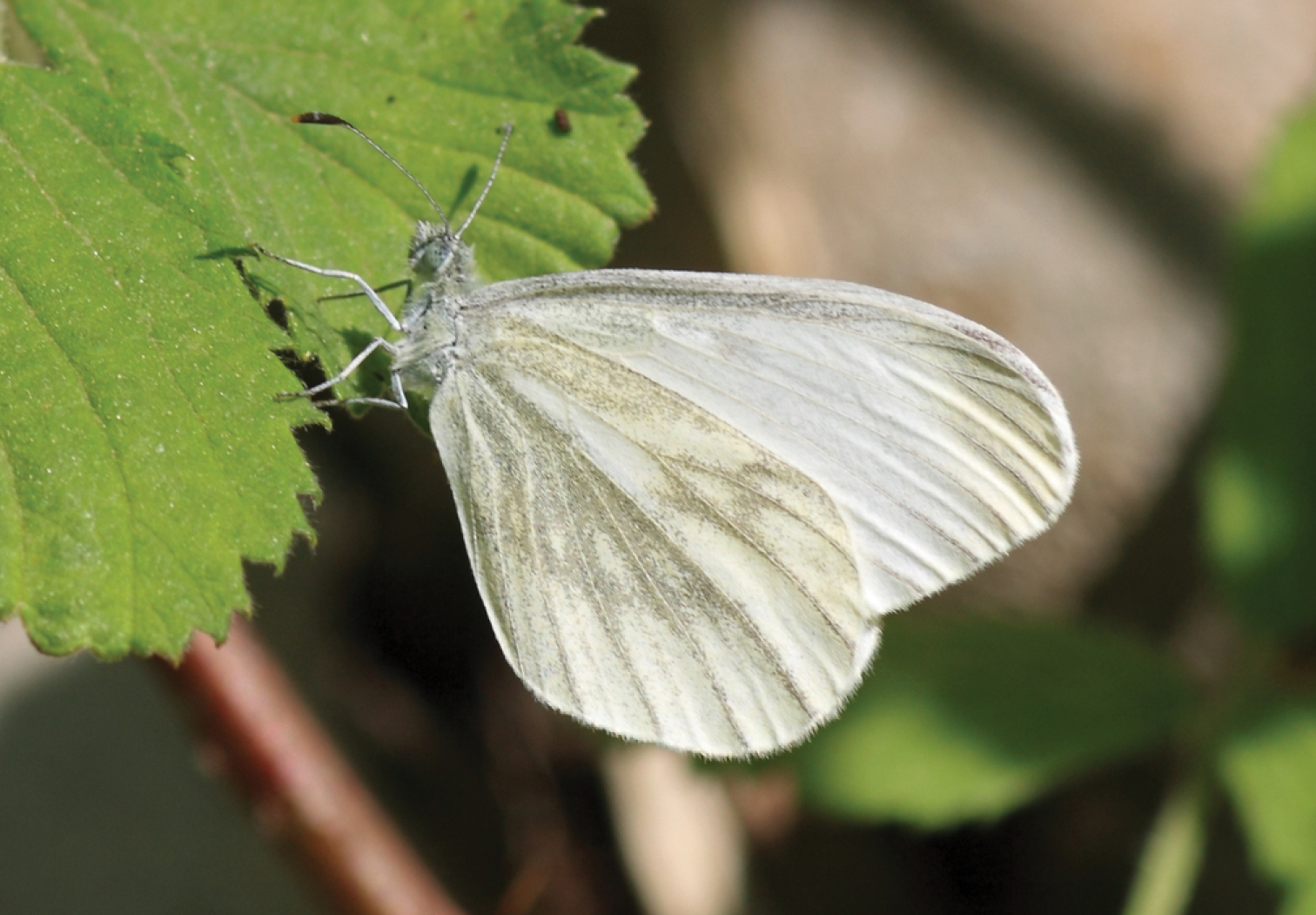

A keleti mustárlepke szárnyfesztávolsága 35–50 mm. Évente két, külsőre némileg eltérő nemzedéke repül április végétől június közepéig, illetve július közepétől szeptember elejéig. Szárnyainak alapszíne fehér, az elülső szárnyak vége lekerekített. Az első nemzedékben a hímek elülső szárnyainak végén közepesen nagy, feketésszürke, szögletes folt található. Az elülső szárny fonákjának csúcsa és a hátsó szárny fonákja halványan szürkészöld, utóbbi szürkésen mintázott. A nőstény elülső szárnyán a csúcsfolt halványszürke és inkább csak az erekre korlátozódik.
A második nemzedék hímje nagyon hasonlít a kis mustárlepkére, csúcsfoltjának belső határvonalai kissé szögletesek, a szárny fonákján a csúcsfolt halványsárga. A hátulsó szárnyakon a rajzolat elmosódott, a két harántsáv a teste felé haladva elhalványodik, a sárga alapszín fehér foltokkal tarkított.
A nőstény csúcsfoltján az erek szürke mintázata néha fekete folttá egyesül, fonákján a csúcsfolt halványabb sárga. A hátsó szárny majdnem fehér, a párhuzamos sávoknak is csak halvány körvonalai figyelhetők meg.
Hernyója világoszöld, az oldalán élénksárga csík húzódik, a hátán szelvényenként két-három kicsi, de feltűnő fekete pont látható.

## Elterjedése és életmódja
Két alfaja van, a L. morsei major Közép- és Kelet-Európában honos: Kelet-Ausztriában, Északkelet-Olaszországban, Szlovákiában, Magyarországon, Szlovéniában, Horvátországban, Boszniában, Romániában, Moldovában és Ukrajnában. Mindenütt ritka faj, Csehországból és Szerbiából kipusztult. A L. morsei morsei a Távol-Keleten él Kelet-Oroszországban, Mongóliában, Észak-Kínában, a Koreai-félszigeten és Japánban. Magyarországon a Bükkből, a Mátrából és Mecsekből ismert.
Lombos erdők szélén, tisztásain vagy irtásain, nedves réteken él. Évente két generációja repül; az első báb állapotban telel át és április végén kel ki. A hernyó tápnövénye a tavaszi és a fekete lednek (Lathyrus verna és niger).

## Természetvédelmi helyzete
A keleti mustárlepke a Természetvédelmi Világszövetség Vörös listáján mérsékelten fenyegetett státusszal szerepel. Európai alfajának helyzete súlyosabb, Ausztriában, Magyarországon, Szlovéniában és Horvátországban állománya több mint 30%-os csökkenést mutatott, de más országokban is megfogyatkozott; emiatt az EU-ban veszélyeztetett faj. Távol-keleti populációi stabilak. 
Magyarországon védett, természetvédelmi értéke 50 000 Ft.

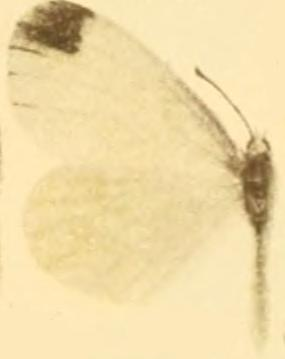
Hím
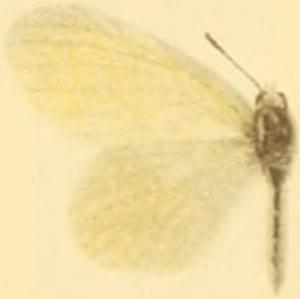
Hím fonákja
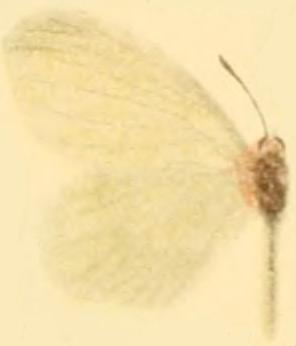
Nőstény
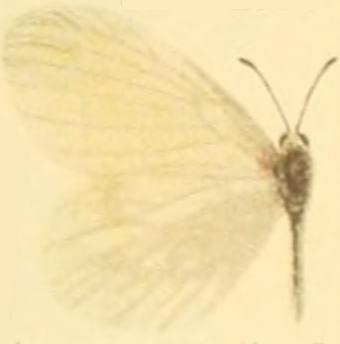
Nőstény fonákja